# 화제화
화제화(話題化) 또는 주제화(主題化, 영어: topicalization)는 언어학에서는 형태적 수단, 문법적 수단, 음성적인 수단을 이용하여, 문장의 일부의 단어를 화제(주제)로 설정하는 어법을 뜻한다. 또한 그렇게 만들어진 문장은 화제화 구문, 주제화문 등으로 불린다.
형태적 수단은 화제(주제)에 화제 마커(topic marker)를 붙이는 어법이다.
문법적 수단은 화제(주제)를 본래의 위치(canonical position)에서 추출하여 문두(문장의 앞부분)에 두는 어법이다.

## 같이 보기
- 의존 문법